# 多久比禮志神社
多久比禮志神社（たくひれしじんじゃ）は、富山県富山市（旧・上新川郡大沢野町）塩にある神社である。旧社格は郷社。鎮座地名から塩宮（しおのみや）ともいう。
明治時代に式内社・多久比禮志神社に比定され現社名に改称したが、式内・多久比禮志神社の論社は他にも数社ある。

## 祭神
彦火火出見命・豐玉姫命・鹽土老翁を祀る。

## 歴史
社伝によれば、白鳳元年（672年）4月、林宿禰弥鹿伎が神通川を船で遡っていると、白髪の老人が現われ、向こうの川辺の松の木の際の泉が塩水であることを伝えると、姿が見えなくなった。一行がその言葉に従って船を進めると、森に囲まれた泉があった。その水を煮つめると塩が得られた。白髪の老人は国魂神で、これはこの地を開拓せよという神託であろうと、社殿を建てて祀ったのが当社の始まりである。鎮座地名の「塩」もこのことに因むものである。
明治時代に式内・多久比禮志神社に比定されたが、「多久比禮」とは栲布（たくぬの）のことであり、当社はむしろ塩に関係のある神社であるので、機織・衣服に関係のある姉倉比賣神社（富山市呉羽町）や呉服神社（富山市五福）に比定する説もある。